# Fatsia japonica
Espèce
Fatsia japonica, le Fatsi ou l’Aralia japonais (parfois aussi faux-aralia), est une espèce de plantes à fleurs de la famille des Araliaceae. C’est un arbuste au feuillage persistant, pouvant atteindre 4–5 m de haut, avec des feuilles palmatilobées comportant de 7 à 9 lobes, vert foncé brillant. Il est originaire du Japon et de Corée du Sud.
Le Fatsia japonica est cultivé comme plante ornementale en extérieur depuis 1870 en France et dans de nombreux pays tempérés et en zones subtropicales.

## Nomenclature et étymologie
Le basionyme a été décrit et nommé Aralia japonica par le naturaliste suédois Carl Peter Thunberg disciple de Carl Linné et qui fit un séjour au Japon, du moins sur la petite île artificielle Dejima dans la baie de Nagasaki, au Japon (1775-1776).
En 1854, les botanistes Joseph Decaisne et Jules Émile Planchon transfèrent l’espèce du genre Aralia dans le genre Fatsia qu’ils viennent par ailleurs de créer dans la Revue horticole (Paris) 3: 105. Ils indiquent que « L’Aralia japonica, Thbg., remarquable par des feuilles qui rappellent celles de la Vigne, diffère évidemment des Aralia et par le facies et par le calice à bords très entier. Nous n’en connaissons pas les pétales ; les styles, au nombre de 5, sont libres dès la base ».
Le nom de genre Fatsia est un emprunt à l’ancien japonais 八 qui signifie « 8 » et qui se prononce hachi en japonais moderne. Il se pourrait que fatsi ou hatsi soit une forme déformée ou une translittération du mot. Le nombre 8 est une référence au nombre de lobes que possèdent généralement les feuilles de cette plante. Les feuilles ont souvent une forme palmée avec huit lobes distincts (feuille palmatilobée).
L’épithète spécifique japonica est un mot de latin des botanistes qui signifie « japonais ».

## Synonymes
Selon POWO, le nom valide Fatsia japonica possède 9 synonymes :

### Synonymes homotypiques
- Aralia japonica Thunb. in Nova Acta Regiae Soc. Sci. Upsal., ser. 2, 3: 207 (1780)
- Dimorphanthus japonicus (Thunb.) Endl. in Cat. Horti Vindob. 2: 176 (1842)
- Echinopanax japonicus (Thunb.) Kuntze in Revis. Gen. Pl. 1: 271 (1891)

### Synonymes hétérotypiques
- Aralia brownii André in Pl. Feuill. Ornem.: 95 (1866)
- Aralia sieboldii K.Koch in Wochenschr. Gärtnerei Pflanzenk. 2:407 (1858)
- Aralia sieboldii moseri J.R.Duncan & V.C.Davies in Nursery Cat. (Duncan & Davies) 1925:5 (1925)
- Aralia sieboldii var. variegata J.Dix in Proc. Roy. Hort. Soc. London 1:577 (1861)
- Fatsia japonica var. liukiuensis Hatus. ex H.Ohba in Fl. Japan 2c:262 (1999)
- Fatsia japonica var. lobulata Makino in J. Jap. Bot. 1:10 (1916)

## Description
Fatsia japonica est un arbuste au feuillage persistant, d’environ 5 m de hauteur.
Les jeunes branches, les feuilles et les inflorescences sont densément tomenteuses et laineuses, puis glabrescentes.
Les feuilles sont rassemblées à l'extrémité des rameaux. Elles sont portées par un pétiole de 10 à 30 cm de long. Le limbe palmatilobé est presque orbiculaire, d’environ 30 cm de diamètre, coriace, avec de 7 à 9 fentes profondes entre des lobes étroitement ovales-elliptiques, glabres sur les deux faces, vert foncé brillant dessus ; la base de la feuille est de cordée à tronquée-cordée, la marge est crénelée à crénelée-serrulée, dents arrondies à émoussées, l’apex acuminé.
L’inflorescence est une panicule d’ombelles, avec un axe primaire de 20–40 cm et un pédoncule de 10–15 cm ; les ombelles font de 3 à 4 cm de diamètre avec de nombreuses fleurs.
La fleur possède un calice dont le bord est indistinctement denticulé, 5 pétales, 5 étamines, un ovaire à 5 carpelles, 5 styles, libres, d’environ 1,5 mm.
Le fruit est globuleux d’environ 5 mm de diamètre, de couleur verte virant au noir à maturité.
La floraison a lieu en octobre-novembre et la fructification en février-mai.
Le nombre de chromosomes est: 2N = 48.

## Distribution et habitat
Selon POWO, Fatsia japonica est une espèce originaire du Japon, de la Corée du Sud et de Nansei-shoto.
L’espèce a été introduite et s’est naturalisée en Chine du Sud-Est, Grande-Bretagne, îles Juan Fernández, Nouvelle-Zélande.
Dans son aire d’origine, il pousse principalement dans les forêts côtières, à mi-ombre.
Il est cultivé en zones subtropicale et tempérée (à l’abri des gelées tardives).

## Arbuste d’ornement
C'est un arbuste de jardin couramment utilisé comme plante ornementale dans les zones où les températures d'hiver ne tombent pas au-dessous de – 15 °C.
L’arbuste au feuillage persistant, avec de grande feuilles d’environ 30 cm de diamètre, donne à l’automne de petites ombelles de fleurs rappelant celles du lierre (Hedera helix), nectarifères. Il apprécie la mi-ombre et la lumière indirecte du soleil. Une trop forte lumière et une atmosphère trop sèche provoquera le brunissement des feuilles et leur chute.
En 1870, le jardinier et paysagiste Édouard André déclare cultiver depuis six ans, en extérieur à Paris, un pied de Fatsia japonica, connu par les jardiniers de l'époque sous le nom d’Aralia Sieboldi. Il cite aussi un pied qui a produit des fruits mûrs, grâce à un paillage pour le protéger des gelées, au parc Monceau à  Paris. Il est probablement le premier à avoir cultivé en plein air à Paris cet arbuste et il « appelle l’attention des amateurs sur la possibilité de cultiver cet arbuste sans couverture. Pour peu qu’il soit dans une situation abritée, au nord, s’il se peut, ses feuilles inclinées sous le poids de la glace ou de la neige se redressent lentement quand revient le dégel et aucune désorganisation ne se montre dans leur tissu ».
Il en existe plusieurs cultivars dont :
- ‘Anneliese’ aux feuilles jaune doré, marginées de vert.
- ‘Moseri’ au port compact.
- ‘Murakumo Nishiki’ au feuillage panaché de jaune pâle.
- ‘Spider's Web' aux feuilles éclaboussées de blanc.
- ‘Tsumugi Shibori’ ressemble à ‘Spider's Web’, mais avec un feuillage encore plus éclaboussé et des feuilles pratiquement blanches.
- ‘Variegata’ aux feuilles bordées de blanc crème.

Il est couramment cultivé en intérieur en Corée, où une étude a montré sa capacité à absorber le formaldéhyde de l'air ambiant.

## Hybride
Un hybride stérile entre Fatsia japonica et Hedera hibernica, nommé ×Fatshedera lizei, a été produit en Europe occidentale.

## Liste des variétés
Selon Tropicos (12 septembre 2020) :
- variété Fatsia japonica var. liukiuensis Hatus. ex H. Ohba
- variété Fatsia japonica var. lobulata Makino